# SG-21 Lwów
SG-21 Lwów – pierwszy polski szybowiec wyczynowy zbudowany w dwudziestoleciu międzywojennym.

## Historia

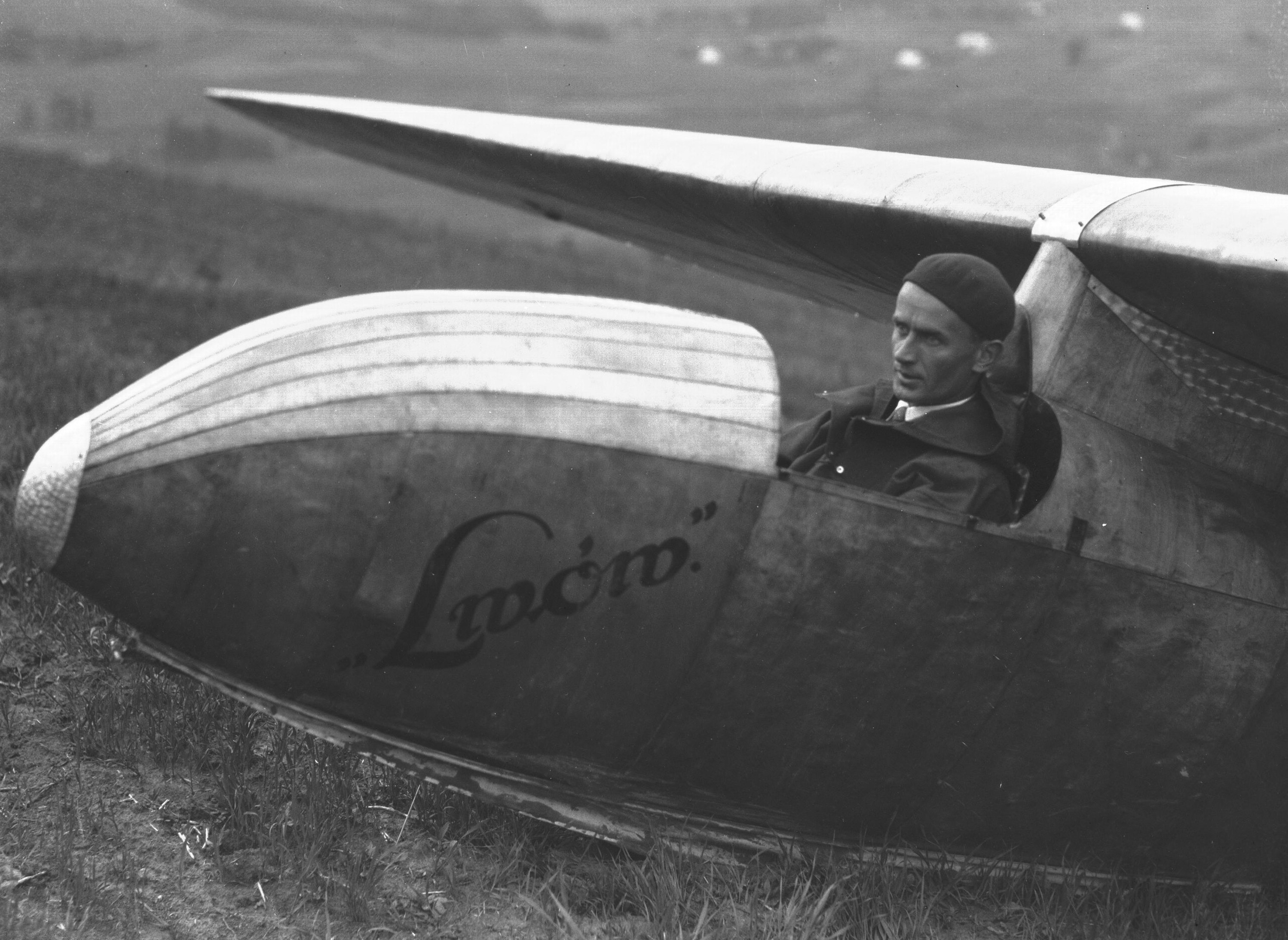
Szczepan Grzeszczyk w szybowcu SG-21

Szczepan Grzeszczyk w lipcu 1931 roku rozpoczął projektowanie szybowca wyczynowego nazwanego pierwotnie SG-1, a następnie SG-21 Lwów. Liczba 21 oznaczała przewidywaną doskonałość, a „Lwów” był wyrazem sympatii konstruktora do tego miasta. W założeniach konstruktora szybowiec miał zaspokoić zapotrzebowanie polskich szybowników na szybowiec wyczynowy, którego polskie lotnictwo w tym czasie nie posiadało.
Projekt wzbudził zainteresowanie Ministerstwa Komunikacji, które zleciło budowę prototypu. Został on ukończony jesienią przez Sekcję Lotniczą Koła Mechaników Studentów Politechniki Warszawskiej w Warsztatach Szybowcowych w Warszawie. Oblotu dokonał 16 października Szczepan Grzeszczyk na lotnisku Okęcie w Warszawie. Do startu wykorzystano samolot PZL.5 pilotowany przez inż. Jerzego Drzewieckiego, był to pierwszy w Polsce oblot prototypu szybowca na holu za samolotem.
SG-21, w dniach 17-18 października, odbył pierwszy w Polsce długodystansowy lot na holu na trasie Warszawa – Dęblin – Lwów – Bezmiechowa (507 km). 19 października Szczepan Grzeszczyk na tym szybowcu, wynikiem 7 godzin, 52 minuty i 45 sekund, ustanowił nowy rekord Polski w długotrwałości lotu. W następnych dniach wykonano na tym szybowcu 6 lotów żaglowych o łącznym czasie 13 godzin, 18 minut i 16 sekund.
Jesienią 1931 roku szybowiec, na holu za RWD-4, wykonał lot na trasie Bezmiechowa – Kraków – Katowice – Warszawa.
Wiosną 1932 roku szybowiec powrócił do Bezmiechowej, gdzie 16 czerwca uległ uszkodzeniu podczas startu. Pilotujący go Szczepan Grzeszczyk wyszedł z wypadku bez szwanku, szybowiec wyremontowano. Do końca czerwca wykonano na nim łączny nalot o czasie 60 godzin w lotach holowanych, żaglowych oraz na czole burzy.

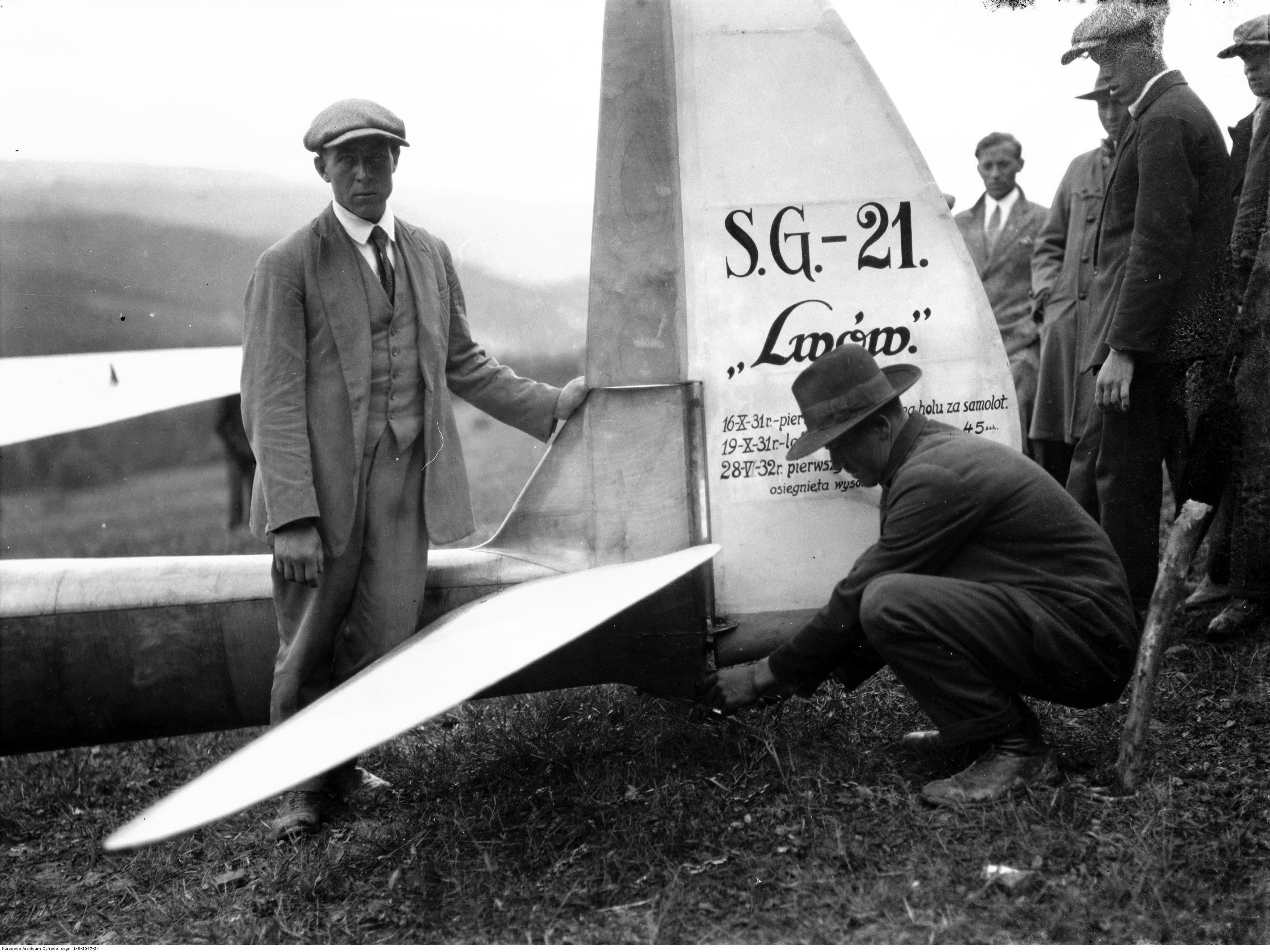
Usterzenie szybowca SG-21

W dniach 17-31 lipca 1932 roku szybowiec wziął udział w Międzynarodowych Zawodach Szybowcowych w Rhön rozgrywanych na górze Wasserkuppe. Bolesław Łopatniuk wystartował na nim w grupie treningowej i zdobył pięć nagród pieniężnych, m.in. drugie miejsce za uzyskaną wysokość lotu i trzecie za łączny czas lotów (9 godzin). Ponadto jako pierwszy Polak wykonał lot termiczny na odległość 17 km. W końcowej części zawodów szybowiec uległ uszkodzeniu.
Na przełomie 1932 i 1933 roku szybowiec został przebudowany. Usunięto dwuczęściowe drzwiczki ułatwiające wejście do kabiny, burty kadłuba zostały podwyższone a ich krawędź została obszyta tkaniną. Miejsce pilota zostało osłonięte stałym wiatrochronem. Tak przebudowany szybowiec oznaczono symbolem SG-21bis i zarejestrowano ze znakami SP-019.
W dniach 15-26 lutego 1932 roku szybowiec został wykorzystany do szkolenia podczas pierwszego w Polsce kursu lotu na holu. 21 czerwca 1933 roku Bolesław Baranowski ustanowił na SG-21 dwa nowe rekordy krajowe, rekord wysokości 1270 m i rekord czasu trwania lotu 10 godzin i 40 minut. 4 września 1934 roku Michał Offierski poprawił rekord przewyższenia uzyskując 2100 metrów i ustanowił nowy rekord odległości wynikiem 210 kilometrów. Jesienią 1934 roku SG-21 został rozbity w Bezmiechowej, zrezygnowano z jego remontu i skasowano.

## Konstrukcja
Jednomiejscowy szybowiec wyczynowy w układzie górnopłatu o konstrukcji drewnianej. 
Kadłub o przekroju owalnym, konstrukcji półskorupowej, zbudowany z trzech podłużnic i 18 wręg, kryty całkowicie sklejką. Kabina pilota odkryta, wyposażona w tablicę przyrządów, drążek sterowy i pedały oraz fotel dostosowany do spadochronu plecowego. Statecznik pionowy stanowił integralną całość z kadłubem.
Płat w części centralnej miał profil IAW-100, zwężony na końcu z 18,5% do 12%. Jednodźwigarowy, dwudzielny, o obrysie prostokątno-trapezowym. Do dźwigara kryty sklejką, dalej płótnem. Wyposażone w lotki o rozpiętości 5,43 metra, o napędzie linkowym. 
Usterzenie klasyczne krzyżowe. Statecznik poziomy płytowy, napęd sterów linkowy.
Podwozie jednotorowe złożone z drewnianej, amortyzowanej krążkami gumowymi płozy podkadłubowej oraz amortyzowanej stalowej płozy ogonowej. Na płozie głównej był zamontowany hak do startu z lin gumowych i zaczep lotu na holu.

## Malowanie
Powierzchnie drewniane pokryte lakierem bezbarwnym, płócienne cellonowane. W początkowym okresie eksploatacji na przodzie kadłuba znajdował się napis „Lwów”, który później usunięto i dodano na stateczniku pionowym napis „SG-21 Lwów” oraz listę uzyskanych rekordów. Znaki rejestracyjne były umieszczone w połowie belki kadłubowej. Podczas zawodów w Rhön na sterze umieszczono numer konkursowy 60.